# Urosalpinx cinerea
Urosalpinx cinerea ist eine Schnecke aus der Familie der Stachelschnecken (Muricidae), die sich vor allem von Muscheln, darunter auch Austern, und Seepocken ernährt. Aus ihrem ursprünglichen Verbreitungsgebiet, der Atlantikküste Neuenglands, ist sie mit den Austern unter anderem an die Nordsee verschleppt worden. Wie einige andere Schnecken mit ähnlichen Ernährungsgewohnheiten heißt sie auch Austernbohrer.

## Merkmale
Das gelblich graue Schneckenhaus von Urosalpinx cinerea, das bei ausgewachsenen Schnecken nicht mehr als 2,5 cm Länge erreicht, ist wie bei allen Urosalpinx-Arten länglich oval, längs gerippt und in Spiralrichtung gestreift, ohne Varices und hat eine ovale Gehäusemündung, die in einen nur kurzen, offenen Siphonalkanal ausläuft und deren Außenlippe gezähnt ist. Das Haus dieser Art hat ein massives Gewinde mit kräftigen, wulstigen Falten auf seinen Windungen. Das halb herzförmige, gelbbraune bis orangefarbene Operculum ist hornig mit einem seitlichen, etwas unterhalb der Mitte befindlichen Nucleus. Der sehr kleine Fuß hat einen gelblichen Rand und ist oberseits grau gefleckt. Der kleine Kopf reicht beim aktiven Tier wenig hervor, so dass die schwarzen Augen an der Fühlerbasis gerade sichtbar werden, und der Sipho reicht knapp über den Ausgang des Siphonalkanals.

## Verbreitung
Das ursprüngliche Verbreitungsgebiet von Urosalpinx cinerea ist die Atlantikküste Nordamerikas zwischen Nova Scotia und Florida. Durch den Import nordamerikanischen Austernlaichs im Rahmen der Ausbreitung der kommerziellen Austernzucht ist die Schnecke in die Nordsee und an die Pazifikküste Nordamerikas zwischen Kalifornien und Washington eingeschleppt worden.

## Lebensraum
Urosalpinx cinerea lebt in der Gezeitenzone und unterhalb auf Felsen und Austernriffen bis in 15 m Tiefe.

## Lebenszyklus
Wie andere Stachelschnecken ist Urosalpinx cinerea getrenntgeschlechtlich. Das Männchen begattet das Weibchen mit seinem Penis. In der Zeit von April bis Juni befestigt das Weibchen über einen Zeitraum von etwa 7 Tagen seine Eigelege an festem Substrat, was z. B. Felsen, Betonblöcke, Dosen oder Gehäuse von Mollusken sein können. Eine Eikapsel enthält durchschnittlich etwa 9 Eier, von denen sich im Durchschnitt etwa 5 entwickeln. Die Entwicklung der Veliger bis zur Metamorphose zur fertigen Schnecke läuft komplett in den Eikapseln ab. Gemessene Zeiten von der Eiablage bis zum Schlupf der Jungtiere aus den Kapseln bei Wassertemperaturen zwischen 13,5 und 32 °C betrugen 18 bis 56 Tage. Frisch geschlüpfte Schnecken haben Gehäuselängen von etwa 1 bis 3 mm. In Noank (Connecticut) beobachtete Jungtiere fressen zunächst Moostierchen, insbesondere Cryptosula pallasina, und gehen erst später dazu über, Seepocken der Art Balanus balanoides zu fressen, die in der Gegend die Hauptbeute der Schnecke sind. In den ersten Monaten wachsen die Schnecken etwa 2,5 mm pro Monat. Weibchen sind etwas größer als Männchen. Im Alter von einem Jahr sind die Gehäuse in Großbritannien gemessener Männchen etwa 1 bis 1,8 cm, die der Weibchen etwa 2 cm groß, bei zweijährigen Schnecken sind es 1,8 bis 2,3 bzw. 2,5 cm, bei zehnjährigen 3,6 bzw. 3,9 cm. Die Schnecken werden etwa 10 Jahre, gelegentlich 13 bis 14 Jahre alt. Die Geschlechtsreife wird bei einem Alter von 1 bis 3 Jahren und einer Gehäuselänge von 1,3 bis 2,4 cm erreicht.

## Nahrung
Urosalpinx cinerea frisst vor allem Muscheln und Seepocken, in geringerem Umfang Schnecken, kleine Krebse, Moostierchen und Aas. In die Schale der Beute wird mit der Radula unter Säureeinwirkung ein Loch gebohrt und sodann die Proboscis der Schnecke durch das Loch an das Fleisch geführt. Bei Fütterungsversuchen mit vier bevorzugten Beutearten wuchsen die Schnecken am schnellsten, wenn sie Sandklaffmuscheln (Mya arenaria) fraßen, gefolgt von einer Nahrung aus Amerikanischen Austern (Crassostrea virginica) und sodann Seepocken (Balanus sp.). Am langsamsten wuchsen die Schnecken bei Ernährung mit der Miesmuschel Mytilus edulis. In Noank sind in der Gezeitenzone Seepocken der Art Balanus balanoides die Hauptbeute, doch werden in tieferen Bereichen, wo es weniger Seepocken gibt, vor allem Große Strandschnecken (Littorina littorea) gefressen, wobei manchmal eine Strandschnecke von mehreren Stachelschnecken gleichzeitig angegriffen wird.

## Bedeutung für den Menschen
Als bedeutender Fressfeind von Austern ist Urosalpinx cinerea in der kommerziellen Austernzucht gefürchtet. Durch diese ist sie mit Austernlaich von der nordamerikanischen Atlantikküste in die Nordsee (Themsemündung in England, Niederlande) eingeschleppt worden. Wie andere Stachelschnecken ist allerdings auch Urosalpinx cinerea von der Wasserverschmutzung durch Tributylzinn betroffen, die bei den Schnecken zu Imposex führt.